# Axelle Lioness
Axelle Aerts (Diest, 12 augustus 1993), is een Vlaamse zangeres.

## Levensloop en carrière

### Jeugd
In haar jeugd was Aerts al veel bezig met zingen. Door haar stem op een cassette op te nemen en te beluisteren verbeterde ze haar eigen fouten. Naar eigen zeggen heeft ze zichzelf leren zingen met het album Stripped van Christina Aguilera.

### 2006-2007: Eurosong for Kids en eerste solowerk

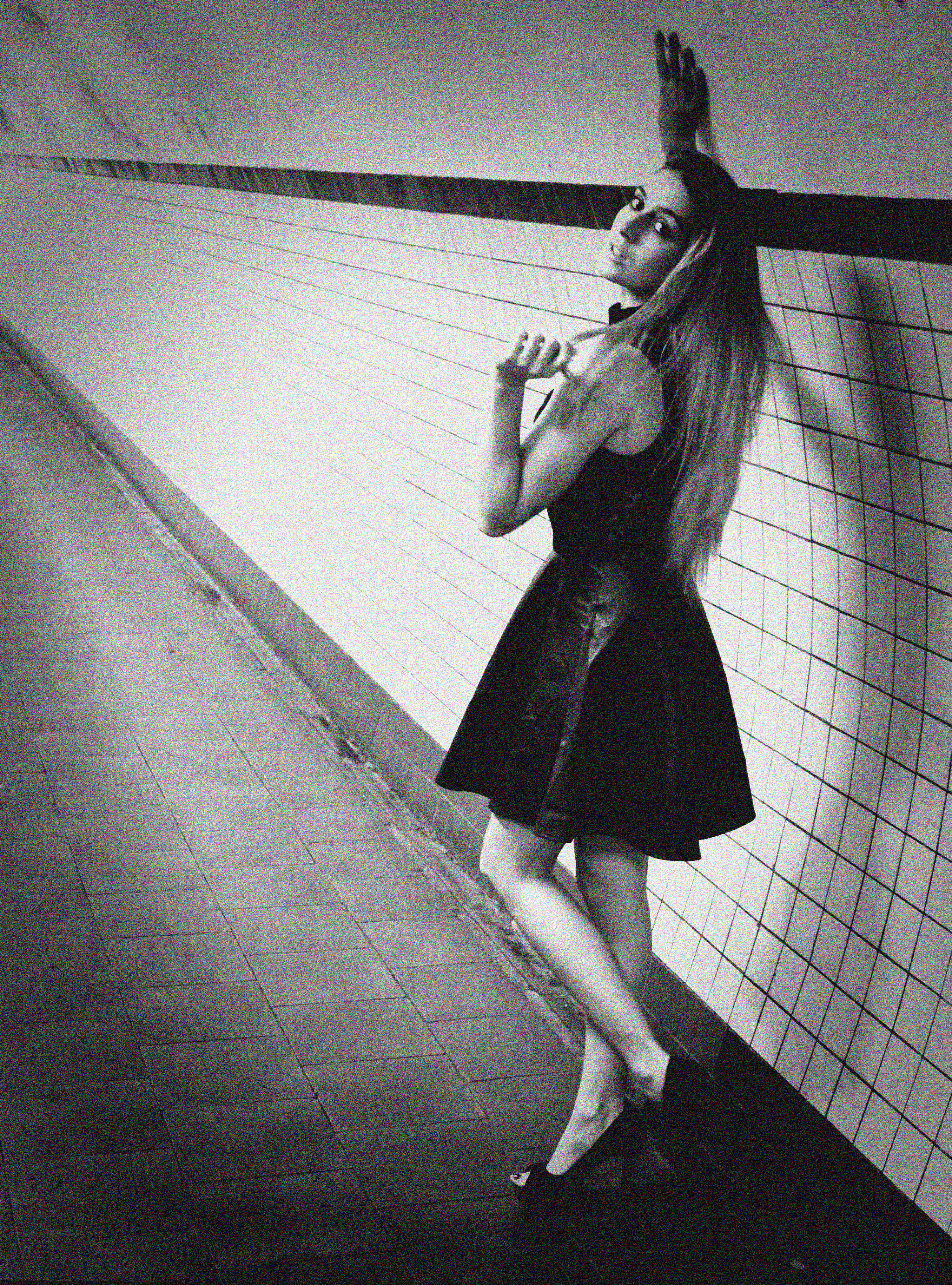
Axeela in de Sint-Anna-tunnel in Antwerpen

In 2006 deed Aerts mee aan Eurosong for Kids. Ze twijfelde eerst om mee te doen, omdat het nummer in het Nederlands moest zijn en het haar droom was om in het Engels te zingen. Ze besloot om toch mee te doen, samen met haar beste vriendin Elise Mangelschots. Als Lizz@xy bracht het meisjesduo het met het nummer Ik doe wat ik wil tot de finale; het duo werd uiteindelijk derde, na The Fireflies en Thor. Hun nummer leverde het meidenduo een bescheiden hitje op in de Kids Top 20. Na overleg besloot ze enige tijd later om solo verder te gaan. Om meer ervaring op te doen, bleef Aerts optreden en deed ze mee aan enkele regionale zangwedstrijden. In 2007 bracht ze met Playing Games een eerste single uit onder de artiestennaam Axelle Lyon.

### 2008-2009: Natalia-wedstrijd en overige activiteiten
In september 2008 deed Aerts mee aan de Donna SingStar Natalia-wedstrijd. Ze auditeerde met We are family van Sister Sledge, waarmee ze zich wist te plaatsen voor de volgende selectieronde. In de finale wist ze de jury uiteindelijk te overtuigen van haar kwaliteiten als zangeres en won de wedstrijd. De hoofdprijs was het verzorgen van het voorprogramma bij de acht SingStar Glamorous Tour-concerten van Natalia in onder meer het Sportpaleis te Antwerpen, de Vorst Nationaal in Brussel en de Ethias Arena in Hasselt. Volgens de jury zong ze "opvallend volwassen" en "verliest daarbij het publiek niet uit het oog".
In juni 2009 bracht ze in eigen beheer onder haar eigen naam de single Sold in a Box uit, in samenwerking met het label Marista. Ze kon het nummer promoten bij Muziektoppers op S Televisie en enkele radiostations. Het nummer kon echter niet rekenen op airplay van de grotere zenders en chartsucces bleef dan ook uit. Volgens Aerts was het nummer ook niet echt bedoeld als single, maar meer om op internet te zetten in de hoop zo ontdekt te worden. Verder stond ze in het voorprogramma van Kaye Styles en trad ze op gedurende de zomertour van TVL.

### 2010: Axeela
Aerts nam in de studio het nummer What Do You Want From Me (Bitch) op, in samenwerking met rapper Sikkim. Vlak daarna zocht zij contact met diverse platenlabels. Uiteindelijk kwam ze in contact met SonicAngel en tekende ze er een contract; in april 2010 werd ze voorgesteld als nieuwe artiest bij het label. In juni kwam What Do You Want from Me uit haar eerste single bij het label, onder haar nieuwe artiestennaam Axeela. Het nummer kwam begin juli 2010 binnen in de Ultratop 50. Hierna werd de samenwerking stopgezet, zodat Aerts haar carrière op een andere manier verder kon uitbreiden.

### 2011-2012: The Voice van Vlaanderen
Eind 2011 auditeerde Aerts voor het eerste seizoen van The Voice van Vlaanderen. Ze zong It's a man's, man's, man's world (James Brown) tijdens de blinde auditie en wist hiermee de vier juryleden te overtuigen. Ze koos Natalia Druyts als coach. In de volgende ronde zong ze met Kate Desoot het nummer Telephone (Lady Gaga en Beyoncé) en won. Vervolgens wist ze de sing-off te vermijden en ging hierdoor meteen naar de liveshows. In de eerste liveshow waar Aerts aan deelnam, zong ze Domino (Jessie J). In die liveshow kreeg ze samen met Yass Smaali de minste stemmen binnen Druyts' team. Aerts en Yass moesten samen de sing-off doen. Uiteindelijk koos Druyts voor Smaali met als reden dat Aerts veel sneller in de showbizz zou kunnen geraken zonder The Voice. In een interview zei ze: 'Ik zal er wel geraken, maar dan op mijn manier.'

### 2014: Eurosong
In 2014 deed Aerts mee aan het programma Eurosong met het nummer "Chasing Rainbows". Ze belandde in de tweede halve finale in een uitzending met Yass Smaali, Sil & 2 Fabiola.

### 2016: Pink Ambition
In 2016 was Aerts te zien in het Vijfprogramma Pink Ambition. Het programma volgde vijf jonge dames die allemaal ambitie hadden en fanatiek bezig waren met hun eigen interesses, van mode tot sport.
Ze bracht in februari 2016 haar eerste album uit, getiteld Lioness. In april was ze ook te zien in een aflevering van het programma The Sky Is the Limit. Hier was te zien hoe ze het duet "Nothing we can't do" opnam met het dj-duo 2 Empress.

### 2017: The voice of Holland
In 2017 deed Aerts mee aan The Voice of Holland.

### 2018: Axelle Lioness
In 2018 besloot Aerts haar naam te veranderen van Axeela in Axelle Lioness. Dit vond ze een beter passende naam bij haar nieuwe, spirituele en volwassenere imago. Ze ontwikkelde dit jaar volledig haar eigen stijl en vond haar eigen sound.

### 2020: nieuwe ep Ascendant
In 2020 bracht Aerts enkele nieuwe liedjes uit, waaronder ZODIAC, dat het enorm goed deed op het platform TikTok. Ook bracht ze haar eerste ep Ascendant uit onder de productie en mastering van haar gloednieuwe producer Remi de Roeck, ook bekend als Remiisanders.

## Discografie

### Singles
| Single met hitnotering(en) in de Vlaamse Ultratop 50 | Datum van verschijnen | Datum van binnenkomst | Hoogste positie | Aantal weken | Opmerkingen      |
| ---------------------------------------------------- | --------------------- | --------------------- | --------------- | ------------ | ---------------- |
| Playing games                                        | 2007                  | –                     |                 |              |                  |
| Sold in a box                                        | 01-06-2009            | –                     |                 |              |                  |
| What do you want from me                             | 07-06-2010            | 10-07-2010            | 48              | 2            | met Sikkim       |
| Hump hump                                            | 25-04-2011            | –                     |                 |              |                  |
| Domino                                               | 10-02-2012            | 18-02-2012            | 50              | 1            | als Axelle Aerts |
| Come Home                                            | 26-03-2016            | –                     |                 |              |                  |

## Persoonlijk

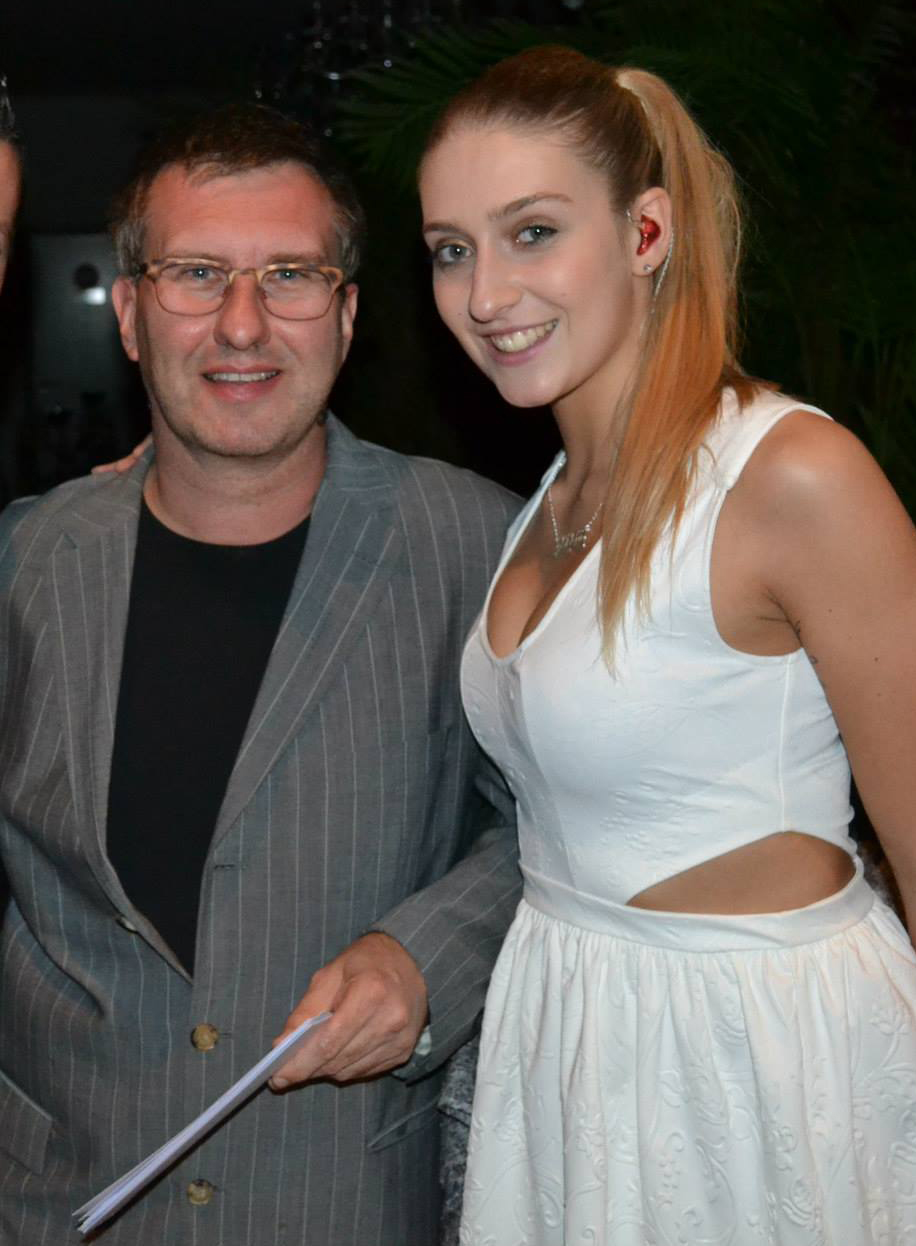
Met filmregisseur Jan Verheyen bij de ASAP Awards 2.0

Aerts werd geboren in Diest maar is opgegroeid in Heppen. Ze volgde Secretariaat Talen aan het Sint-Michielsinstituut te Leopoldsburg. Later volgde ze criminologie aan de Katholieke Universiteit Leuven en studeerde ze een tijd in Antwerpen, tegenwoordig is ze actief als personal trainer Ze heeft een halfbroer en een halfzus en is een nichtje van Studio TVL-presentatrice Cynthia Reekmans.
Aerts houdt van van Christina Aguilera, Lady Gaga, Rihanna, Jessie J , Cannibal  Corpse en Sabrina Claudio en beschouwt hen als haar muzikale voorbeelden.